# Livre des prophéties
Le Libro de profecías ou  Livre des prophéties est un manuscrit rédigé par Christophe Colomb entre 1501 et 1502, avec des ajouts occasionnels par diverses mains jusqu'en 1505. Rédigé sur papier filigrané fabriqué en Italie, il compte 84 feuillets numérotés, dont 14 feuillets sont manquants. 
Par ce manuscrit, Colomb vise à étayer la thèse selon laquelle il était prédestiné pour réaliser la découverte des Indes — dont il montre qu'elle était prévue dans la Bible — afin que l'Espagne puisse évangéliser les populations indigènes et que la monarchie espagnole acquière une source d'or qui lui permettra de financer la reprise de Jérusalem par la chrétienté. 
Colomb en a commencé la rédaction afin de regagner l'appui des rois catholiques en vue de son quatrième voyage vers le Nouveau Monde. Il a eu la collaboration du frère chartreux Gaspar de Gorricio, du Monasterio de Santa María de las Cuevas à Séville. 
Le manuscrit original est conservé dans la Biblioteca Capitular y Colombina de la Cathédrale de Séville.

## Contenu et objectifs

### Description
L'ouvrage compte au total 385 citations de la Bible, dont 326 proviennent de l'Ancien Testament et 59 du Nouveau. Il est rédigé en espagnol, à l'exception des citations bibliques extraites de la Vulgate et des pères de l'Église, données en latin. Son titre initial était: 
| « Lib[ro o colección de au]ctoridades, dichos, sentencias y p[rofecías] acerca de la recuperación de la sancta ciudad y del monte de Dios, Sión, y acerca de la invención y conversión de las islas de la India y de todas las gentes y naciones, a nuestros reyes hispanos, Fernando e Isabel. » | « Livre ou collection d'autorités, de dictons, de proverbes et de prophéties concernant la reconquête de la ville sainte [Jérusalem] et du Mont Sion, et sur la découverte et la conversion des îles de l'Inde et de tous les peuples et nations. Pour nos rois espagnols, Fernand et Isabelle » |

### Contexte
Selon une conception millénariste répandue au Moyen Age, pour que survienne la fin du monde ou seconde venue de Jésus Christ, plusieurs conditions doivent être remplies :
- Le monde entier doit avoir été évangélisé.
- Il faut retrouver le jardin d'Eden, dont on croyait qu'il avait été épargné par le Déluge parce qu'il se trouvait sur une montagne. Colomb avait acquis la conviction que celui-ci se trouvait dans le Nouveau Monde, compte tenu de la fertilité du sol et de l'état d'innocence qu'il avait attribué d'emblée à ses habitants[2].
- Une dernière croisade doit reprendre la Terre Sainte aux musulmans car le Christ doit revenir à l'endroit où il a vécu.
- Un dernier empereur doit être choisi pour mener cette croisade. Celui-ci serait tout naturellement issu des rois catholiques.

Ces idées, popularisées par Joachim de Flore au XIIe siècle, étaient encore dans l'esprit du temps. Comme le note l'historien Edward Wilson-Lee : 

« La Bible utilisée par Colomb et ses contemporains était pleine de passages insistant sur le fait qu'un signe de la conversion universelle précédant la Fin des temps était la diffusion de la parole de Dieu jusqu'à des îles alors inconnues--un événement que Colomb avait indiscutablement rendu possible. »

### Organisation
Les citations sont présentées sans ordre d'importance ni de date, ni de zone géographique. Elles ne sont pas données dans l'ordre où elles ont été trouvées, mais elles sont regroupées dans trois sections:
* de Praeterito : le passé (folios 30 - 53).
* de Praesenti et Futuro : le présent et le futur proche (folios 54 - 62). Les folios 63, 64, 65 et 66 ont disparu.
* de Futuro. In novissimis : le futur (folios 67 - 83).
L'ensemble forme une sorte de raisonnement sur l'arrangement divin.

### Thèmes
Dès 1500, Colomb commence à voir ses découvertes comme faisant partie d'un plan divin et il recrute le frère chartreux Gaspar de Gorricio pour l'aider à en établir la preuve en colligeant les citations bibliques qui les préfigurent.
Outre la Bible, il recueille les prédictions dans diverses sources, notamment chez des théologiens tels Pierre d’Ailly, Guillaume V Durand, Alonso Tostado, Jean Chrysostome, Nicolas de Lyre, Isidore de Séville, Joachim de Flore, mais aussi l'astronome arabe Abou Ma'shar al-Balkhî, le roi Alphonse Le Sage et Sénèque. 
En situant la découverte du Nouveau Monde à l'intérieur d'un plan divin prévoyant le triomphe universel de la foi chrétienne, Colomb vise à renforcer sa position auprès des rois catholiques, à les convaincre de financer d'autres expéditions vers le Nouveau Monde et à entreprendre la reconquête de Jérusalem. Ces citations les assurent en même temps d'un succès facile et des énormes richesses que leur procureront ces terres que certains extraits associent à Ofir et à Tarsis, lieux mythiques d'où provenaient notamment les fabuleuses richesses des mages de la Bible.

#### Urgence d'agir
Le manuscrit commence par une longue lettre aux rois catholiques dans laquelle Colomb rappelle d'abord son expérience de navigateur, sa passion du savoir, ses connaissances étendues en astrologie, géométrie, arithmétique ainsi que son talent pour dessiner des cartes « en plaçant chaque chose à sa place ». Surtout, le Seigneur lui a donné l'inspiration et la volonté de mener à bien son projet tout comme il a illuminé l'esprit de leurs majestés qui lui ont fait confiance en dépit des avis contraires. 
Il affirme ensuite que sa découverte de l'Inde est miraculeuse et qu'elle s'inscrit dans le plan de Dieu. Il y a urgence, car selon une interprétation alors attribuée à Saint Augustin la fin du monde doit advenir dans le septième millénaire après sa création:
| « Santo Agostín diz que la fin d’este mundo ha de ser en el sétimo millenar de los años de la criaçión d’él [...] De la criaçión del mundo, o de Audán fasta el avenimiento de Nuestro Señor Jhesu Christo son çinco mill e tresientos y quarenta e tres años, y tresientos y diez e ocho días, por la cuenta del rey don Alonso, la qual se tiene por la más çierta. Pedro de Ayliaco, Elucidario astronomice concordie cum theologica & hystorica veritate sobre el verbo X, con los quales poniendo mill y quingentos y uno ynperfeto, son por todos seys mill ochoçientos quarenta & çinco ynperfetos. » | « Saint Augustin dit que la fin de ce monde doit advenir dans le septième millénaire de sa création. [...] De la création du monde, ou depuis Adam jusqu'à l'avènement de Notre Seigneur Jésus-Christ, il y a cinq-mille-trois-cent-quarante-trois ans et trois-cent-dix-huit jours, selon le calcul du roi Alphonse le Sage, considéré comme le plus exact. Le brillant astronome Pierre d'Ailly concorde avec la vérité théologique et historique, en conséquence de quoi, considérant que mille-cinq-cent-un ans sont passés il y a en tout six-mille-huit-cent-quarante-cinq ans accomplis. » |

En conséquence de ce calcul, il ne resterait donc que 155 ans pour que se termine le septième millénaire et que s'accomplissent les prophéties, ce qui implique que le roi doit agir vite.

#### Sénèque et les chaînes
La tragédie Médée de Sénèque a particulièrement retenu l'attention de Colomb en raison de ce passage qui lui semblait hautement prophétique et donc inspiré par Dieu:
| « Venient annis secula seris, quibus Oceanus vincula rerum laxet, & ingens pateat te[l]lus Tiphysque novos detegat orbes, nec sit terris ultima Thule. » | « Un temps viendra, dans le cours des siècles, où l'Océan brisera les chaines des choses, et fera découvrir à l'homme une terre immense et inconnue; Tiphys nous révélera de nouveaux mondes, et Thulé ne sera plus la borne de l'univers,. » |

Ces vers avaient impressionné Colomb à un point tel qu'il a voulu être enterré avec des chaines pour symboliser les chaines de l'Océan qu'il avait brisées. Les chaines sont également évoquées dans une citation du Psaume 116 qui remercie Dieu d'avoir délié ses chaines : Tú sueltas mis ligaduras : tu délies mes chaines (f° 10). Comme le note Wilson-Lee, ce passage doit avoir excité chez Colomb « un mélange de vanité et de paranoïa » d'autant plus fort que le gouverneur d'Hispaniola l'avait capturé et renvoyé enchainé en Espagne en 1500 en l'accusant de conduite criminelle; Colomb avait tenu à conserver ces chaines comme une « relique témoignant de l'ingratitude du monde » jusque dans son tombeau.
Pour le spécialiste et biographe de Christophe Colomb qu'est Michel Lequenne, Le livre des prophéties montre « la cohérence du projet de Colomb et la logique de son utopie ».

## Éditions
- (es) Cristóbal Colón, Libro de las Profecías, Madrid, Testimonio Compañía Editorial, 1984 (lire en ligne). Édition diplomatique de l'original conservé à la Biblioteca Capitular y Colombina del Cabildo Catedralicio de Sevilla.
- Christophe Colomb, Livre des prophéties : Texte établi, présenté et annoté par Michel Lequenne, traduit par Soledad Estorach et Michel Lequenne, Jérome Million, coll. « Orbita », 1985.
- (en) Delno C. West & August Kling, The Libro de las profecias of Christopher Columbus : Translation and commentary, Gainesville, University of Florida Press, 1991.

## Sources
- (es) Juan Luis de León Azcárate, « El Libro de las profecías (1504) de Cristóbal Colón : la Biblia y el Descubrimiento de América », Helmántica, Universidad Pontificia de Salamanca,‎ 2006 (lire en ligne)
- (en) Edward Wilson-Lee (ill. Joe McLaren), The Catalogue of shipwrecked books : Young Columbus and the Quest for a Universal Library, Londres, William Collins, 2019, 416 p. (ISBN 9780008146245)